# Исаев, Ибрагим
Ибрагим Исаев (каз. Ибрагим Исаев; 7 января 1949, с. Джетикуль, Кызылординская область — 27 декабря 2014, Алма-Ата) — казахский акын, лауреат Международной премии «Алаш».

## Биография
По окончании факультета журналистики Казахского университета имени С. М. Кирова работал в газете «Сырдарья» (литературный сотрудник), Доме народного творчества Кызылординской области (инспектор-методист), бюро пропаганды художественной литературы Союза писателей Казахстана (корреспондент-методист), журнале «Ара» (фельетонист), альманахе «Жалын» (редактор).
Участник VI Всесоюзного совещания молодых писателей. Член Союза писателей Казахстана.

## Творчество
Выпустил сборники «Золотые серьги» (1974), «Песня на заре» (1976), «Остров берёз» (1978). На его стихи написаны песни. Ряд стихов переведён на украинский язык.

### Избранные публикации
- Исаев И. Алтын сырға : Өлеңдер. — Алматы: Жазушы, 1974. (= Золотые серьги)
- Исаев И. Таң алдындағы ән : Өлеңдер мен балладалар. — Алматы: Жазушы, 1976. (= Песня на заре)
- Исаев И. Тербеледі қайыңдар : Өлеңдер мен баллада. — Алматы: Жазушы, 1981. (= Остров берёз)
- Исаев И. Жанымның жарығы : Өлеңдер мен баллада. — Алматы: Жазушы, 1983. — 80 б.[3]
- Исаев И. Возвращение. — Алма-Ата : Жалын, 1988. — 77 + 109 с. встреч. паг. — (Первая встреча)[4]
- Исаев И. Салқын сәуле : жыр кітабы. — Алматы: Жазушы, 2008. — 175 б. — ISBN 978-601-200-139-6[3]
- Исаев И. Жауап = Ответ : стихотв. — 2009, 18 дек.  (казах.)

## Награды и признание
- медаль «Еңбекте үздік шыққаны үшін»